# Budaörsi SC (női csapat)
A Budaörsi SC női labdarúgó szakosztályát 2021-ben hozták létre. A magyar első osztályban szerepel.

## Klubtörténet
A 2021–22-es szezonban vettek részt első alkalommal a magyar női bajnokság rendszerében, és a másodosztály nyugati csoportjában az előkelő negyedik helyen végeztek. A folyamatos támogatások és az utánpótlás-fejlesztések eredményeképpen több neves játékossal bővült a zöld-fehérek kerete, melynek köszönhetően a következő szezonban a bajnoki mezőny fölé nőttek és jutottak az élvonalba.

## Eredmények
- Másodosztályú bajnok (1): 2022–23 (Nyugati csoport)

## Játékoskeret
2023. augusztus 19-től
| #  |     | Poszt | Név                 |
| -- | --- | ----- | ------------------- |
| 79 | HUN | K     | Csapó Zoé           |
| 99 | HUN | K     | Szőcs Réka          |
| 8  | HUN | V     | Fábián Rebeka       |
| 12 | HUN | V     | Tóth Eszter         |
| 16 | HUN | V     | Kirschner Kamilla   |
| 17 | HUN | V     | Szűcs Ágota         |
| 20 | HUN | V     | Dencz Orsolya       |
| 25 | HUN | V     | Sitku Zsuzsanna     |
| 19 | HUN | V     | Balázs-Hegedűs Réka |
| 26 | HUN | V     | Lanczki Petra       |
| 30 | HUN | V     | Kecskeméti Vivien   |
| 88 | HUN | V     | Ferbert Annamária   |

| #  |     | Poszt | Név                |
| -- | --- | ----- | ------------------ |
| 5  | HUN | KP    | Sárosi Csilla      |
| 11 | HUN | KP    | Oláh Bernadett     |
| 22 | HUN | KP    | Kajdy Janka        |
| 23 | HUN | KP    | Buzás Emma         |
| 25 | HUN | KP    | Galántai Nóra      |
| 27 | HUN | KP    | Vellner Zsófia     |
| 28 | HUN | KP    | Sólyomvári Katalin |
| 6  | HUN | CS    | Kardosi Blanka     |
| 15 | HUN | CS    | Berencsi Boglárka  |
| 7  | HUN | CS    | Terdik Ivett       |
| 18 | HUN | CS    | Koch Fruzsina      |

## Korábbi híres játékosok
| - Szanyi Mária - Turcsek Nóra |

## Meztörténet

#### Hazai mezek
| 2022–2023 |

#### Idegenbeli mezek
| 2022–2023 |